# Matteo Bisiani
Matteo Bisiani (* 2. August 1976 in Monfalcone) ist ein italienischer Bogenschütze, der 1996 und 2000 an Olympischen Spielen teilnahm.
Der 1,84 Meter große Bisiani gewann 1995 in der Halle Weltmeisterschaftsbronze mit der Mannschaft. Bei der Freiluftweltmeisterschaft in Jakarta belegte die italienische Mannschaft den zweiten Platz. Bei den Olympischen Spielen 1996 in Atlanta erreichte Bisiani im Einzelwettbewerb die Runde der letzten 16, mit der Mannschaft gewann er die Bronzemedaille. 1997 gewann er erneut Bronze bei der Hallenweltmeisterschaft, 1999 wurden sie in der Halle Zweiter hinter den Australiern. Bei der Freiluftweltmeisterschaft im französischen Riom gewannen Michele Frangilli, Ilario Di Buò und Matteo Bisiani den Titel in der Mannschaftswertung gegen das Team aus Südkorea. Ein Jahr später konnten sich die Südkoreaner im olympischen Finale revanchieren und gewannen Gold vor den Italienern. 2001 gehörte Bisiani noch einmal zum italienischen Weltmeisterschaftsaufgebot, als die Mannschaft erneut Silber hinter den Koreanern gewann.